# Transamerica
Transamerica är en amerikansk dramakomedifilm från 2005, skriven och regisserad av Duncan Tucker, med Felicity Huffman i huvudrollen.

## Handling
Den transsexuelle Bree (Felicity Huffman) är på väg att fullborda sin förvandling från man till kvinna. Men ett litet problem dyker upp, hennes kriminelle son Toby (Kevin Zegers) från hennes förra liv som man. Bree får en massa problem.

## Rollista
- Felicity Huffman – Sabrina Claire "Bree" Osbourne (tidigare Stanley Schupak)
- Kevin Zegers – Toby Wilkins, Brees son
- Graham Greene – Calvin Many Goats
- Fionnula Flanagan – Elizabeth Schupak, Brees mor
- Burt Young – Murray Schupak, Brees far
- Carrie Preston – Sydney Schupak, Brees syster
- Elizabeth Peña – Margaret, Brees psykiatriker